# Belton House

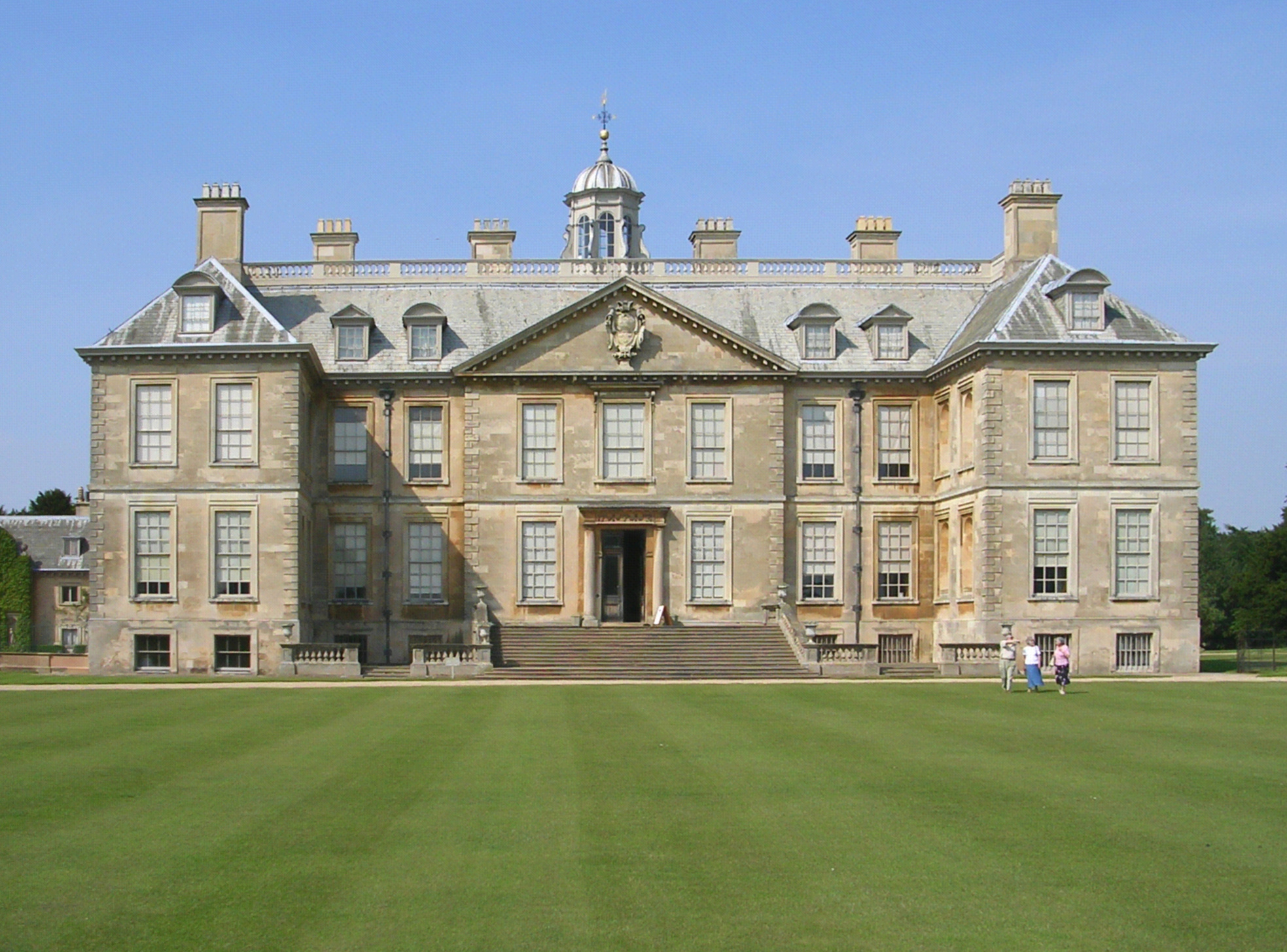
Südfassade des Belton House

Belton House ist ein Landhaus in Belton bei Grantham in der englischen Grafschaft Lincolnshire. English Heritage hat es als historisches Gebäude I. Grades gelistet. Das Herrenhaus ist von formellen Gärten umgeben, in denen eine Reihe von sternförmig angelegten Wegen zu einer Reihe von Follies in einem größeren, bewaldeten Park führen. Belton wird als Zusammenstellung der schönsten Aspekte der karolinischen Architektur, des einzigen wirklich einheimischen Architekturstils, beschrieben, den England seit der Zeit der Tudors hervorbrachte. Auch wurde das Haus als komplettestes Beispiel eines typisch englischen Landhauses bezeichnet; man hat sogar behauptet, dass die Hauptfassade von Belton House das Vorbild für die modernen Verkehrsschilder auf britischen Autobahnen seien, die auf Herrenhäuser hinweisen. Nur Brympton d'Evercy wurde in vergleichbarer Weise als perfektes englisches Landhaus gerühmt.
300 Jahre lang war Belton Haus Sitz der Familien Brownlow und Cust, die erstmals Ende des 16. Jahrhunderts Land in der Gegend gekauft hatten. Von 1685 bis 1688 ließen der junge Sir John Brownlow und seine Frau das heutige Herrenhaus bauen. Trotz ihres großen Reichtums entschieden sie sich für den Bau eines bescheidenen Landhauses anstatt eines damals üblichen barocken Palastes. Der damals auf dem Land gebräuchliche, karolinische Baustil wurde gewählt. Doch wurde das neue Haus mit den damals modernsten Erfindungen ausgestattet, z. B. mit Schiebefenstern für die wichtigsten Räume und – noch wichtiger – separaten Räumen für die Dienerschaft. Weil die Brownlows von Baronets zu Baronen und weiter zu Earls erhoben wurden und dann wieder zu Baronen wurden, ließen folgende Generationen Änderungen im Inneren des Hauses vornehmen, die ihren unterschiedlichen gesellschaftlichen Stellungen und ihrem jeweiligen Geschmäckern entsprachen, aber die Bauweise des Hauses und sein Stil blieben nahezu unverändert.
Nach dem Ersten Weltkrieg – einer Zeit, in der das Machine Gun Corps im Park stationiert war – waren die Brownlows, wie viele andere Adlige, mit wachsenden finanziellen Problemen konfrontiert. 1984 gaben sie das Haus auf und überschrieben es komplett mit dem größten Teil der Innenausstattung dem National Trust. Heute ist das Haus vollständig öffentlich zugänglich, in gutem Zustand. 2019 wurde Belton House von rund 461.000 Personen besucht. 2024 betrug die Besucherzahl etwa 420.000 Personen.

## Geschichte

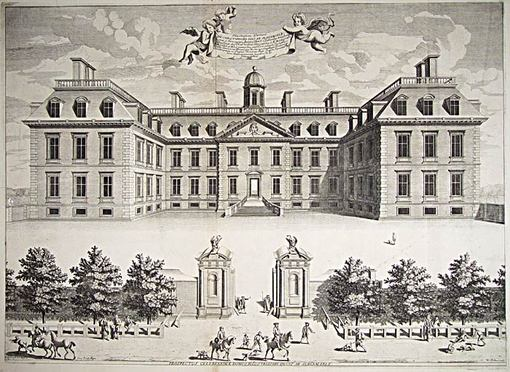
Das Clarendon House in London, das von Roger Pratt entworfen wurde, lieferte die Inspiration für Belton House. Clarendon House wurde im selben Stil, aber mit weniger barocken Verzierungen, wie Schloss Vaux-le-Vicomte in Frankreich wenige Jahre vorher gebaut.

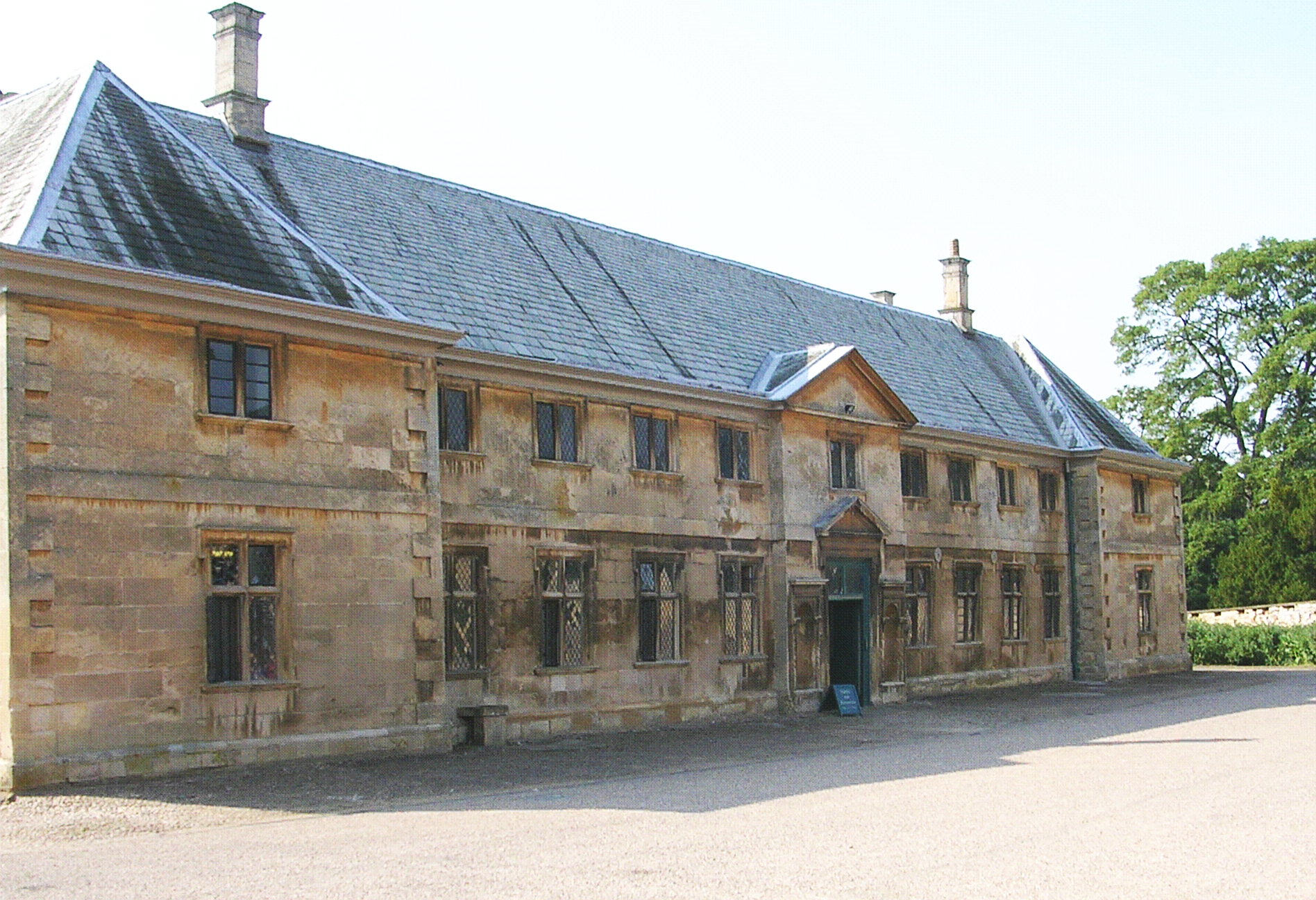
Der Stallblock von Belton House aus dem 17. Jahrhundert wurde vollständig von William Stanton entworfen und zeigt weniger Raffinesse als das Herrenhaus.

Die Familie Brownlow, eine Dynastie von Rechtsanwälten, begann etwa 1598, in der Gegend von Belton Land zu kaufen. 1609 erstanden sie die Anwartschaft auf das Herrenhaus von Belton von der Familie Pakenham, die schließlich 1617 das Haus an Sir John Brownlow verkaufte. Das alte Haus lag neben der Kirche im Garten des heutigen Hauses und blieb größtenteils ungenutzt, da die Familie ihre anderen Häuser bevorzugte. John Brownlow hatte eine Erbin geheiratet, blieb aber kinderlos; seine nächsten Verwandten waren ein Großneffe, ebenfalls John Brownlow, und eine Großnichte, Alice Sherard. Die beiden heirateten 1676 und drei Jahre später erbten das Paar das Anwesen der Brownlows von ihrem Großonkel zusammen mit einem jährlichen Einkommen von £ 9000 und einer Bargeldsumme von £ 20.000. Sie kauften sofort ein Stadthaus am gerade modern gewordenen Southampton Square im Londoner Stadtteil Bloomsbury und entschlossen sich, ein neues Landhaus in Belton zu bauen.
Die Arbeiten am neuen Haus begannen 1685. Der Baumeister, der vermutlich für den ersten Entwurf zuständig war, war William Winde. Man schreibt diesen Entwurf aber auch Sir Christopher Wren zu, wogegen wieder andere meinen, der Entwurf ähnele dem von Roger Pratts Clarendon House und könne damit von jedem talentierten Zeichner erstellt worden sein. Die heute populäre Annahme, dass Winde der Architekt war, basiert auf der stilistischen Ähnlichkeit zwischen dem fertigen Belton House und der nachweislich von Winde gezeichneten Combe Abbey. Als weiterer Beweis gilt ein Brief aus dem Jahre 1690, in dem Winde einen Stuckateur empfiehlt und Ratschläge zur Ausgestaltung der Innenräume gibt.
Wer auch immer der Architekt war, Belton House folgt eng dem Stil von Clarendon House, das 1647 fertiggestellt wurde. Dieses großartige Londoner Stadthaus, das 1683 zerstört wurde, war wegen “seiner eleganten Symmetrie und seinem sicheren und allgemeinverständlichen Stils” eines der am meisten bewunderten Gebäude seiner Zeit. Sir John Summerson hat Clarendon House als “das Haus seiner Zeit, das am meisten Einfluss auf die genommen hat, die nach seiner großartigen Art strebten”, beschrieben und Belton House als “ganz das schönste bis heute erhaltene Beispiel seiner Klasse”. Man weiß, dass John und Alice Brownlow eines der damals bestmöglichen Teams von Künstlern für dieses Projekt zusammenbrachten. Dieses Traumteam wurde von Baumeister William Stanton angeführt, der das Projekt leitete. Sein Vertreter John Thompson hatte schon mit Christopher Wren beim Bau einiger seiner Kirchen zusammengearbeitet, während der Cheftischler John Sturges in Chatsworth unter William Talman gearbeitet hatte. Der Kunstschmied John Warren hatte unter Stanton bereits in Denham im Buckinghamshire gearbeitet und die ersten schönen schmiedeeisernen Tore und Toraufsätze in Belton waren vermutlich von ihm. Die Bauleute in Belton waren so kompetent, dass Winde vermutlich lediglich die Pläne und Werkstattzeichnungen bereitstellen musste und deren Interpretation den örtlichen Handwerkern überlassen konnte. Diese Theorie wird auch durch das äußere Erscheinungsbild des angrenzenden Stallblocks weiter gestützt. Dieser ist provinzieller und nicht so meisterlich in seinen Proportionen, war aber gänzlich die Arbeit von Stanton.

## Architektur

### Ethos

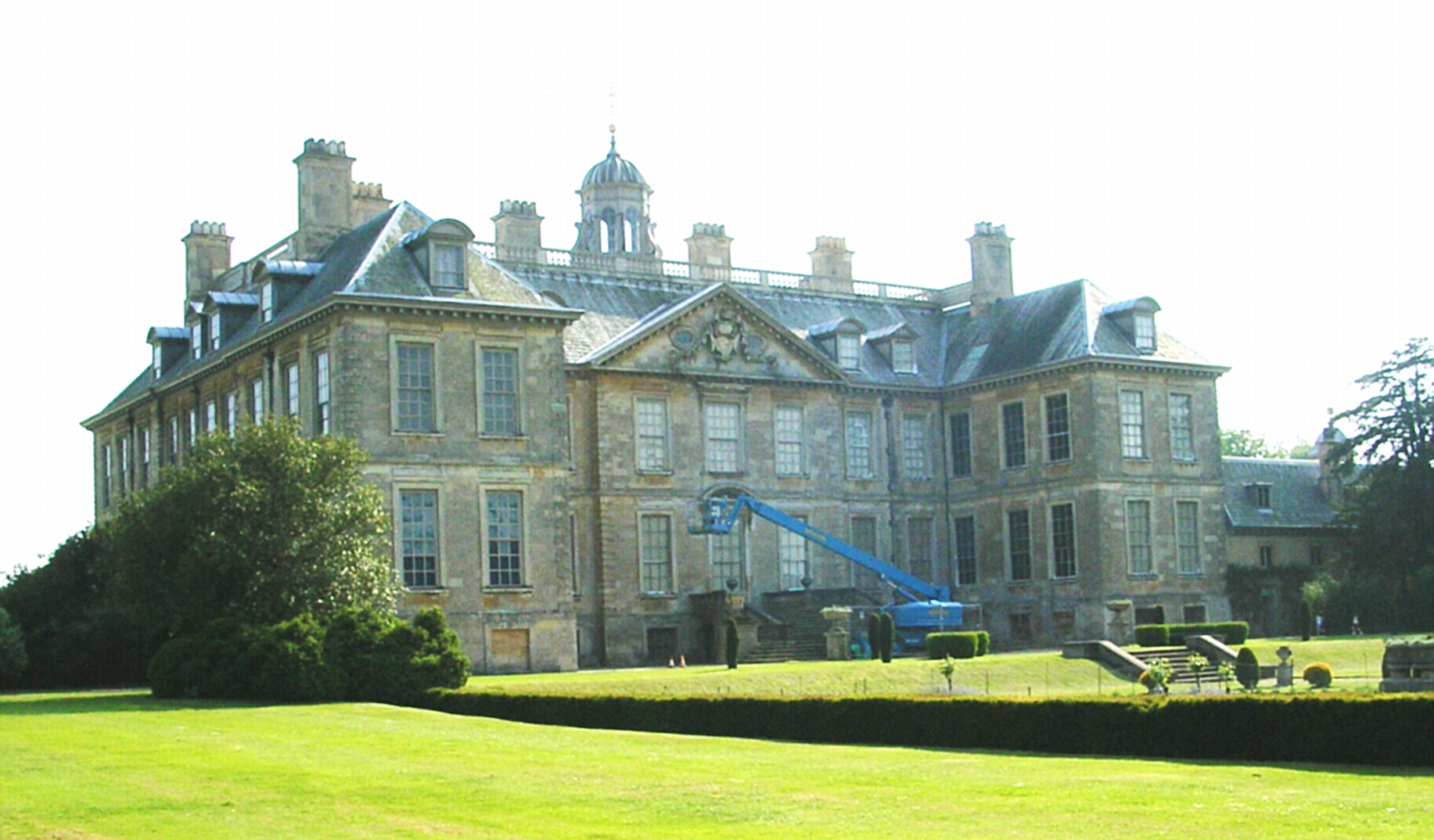
Nordfassade von Belton House. Im 17. Jahrhundert ermöglichte die Planung doppelter Räume größere Symmetrie der Fassaden und eine kompaktere Bauweise unter einem Dach.

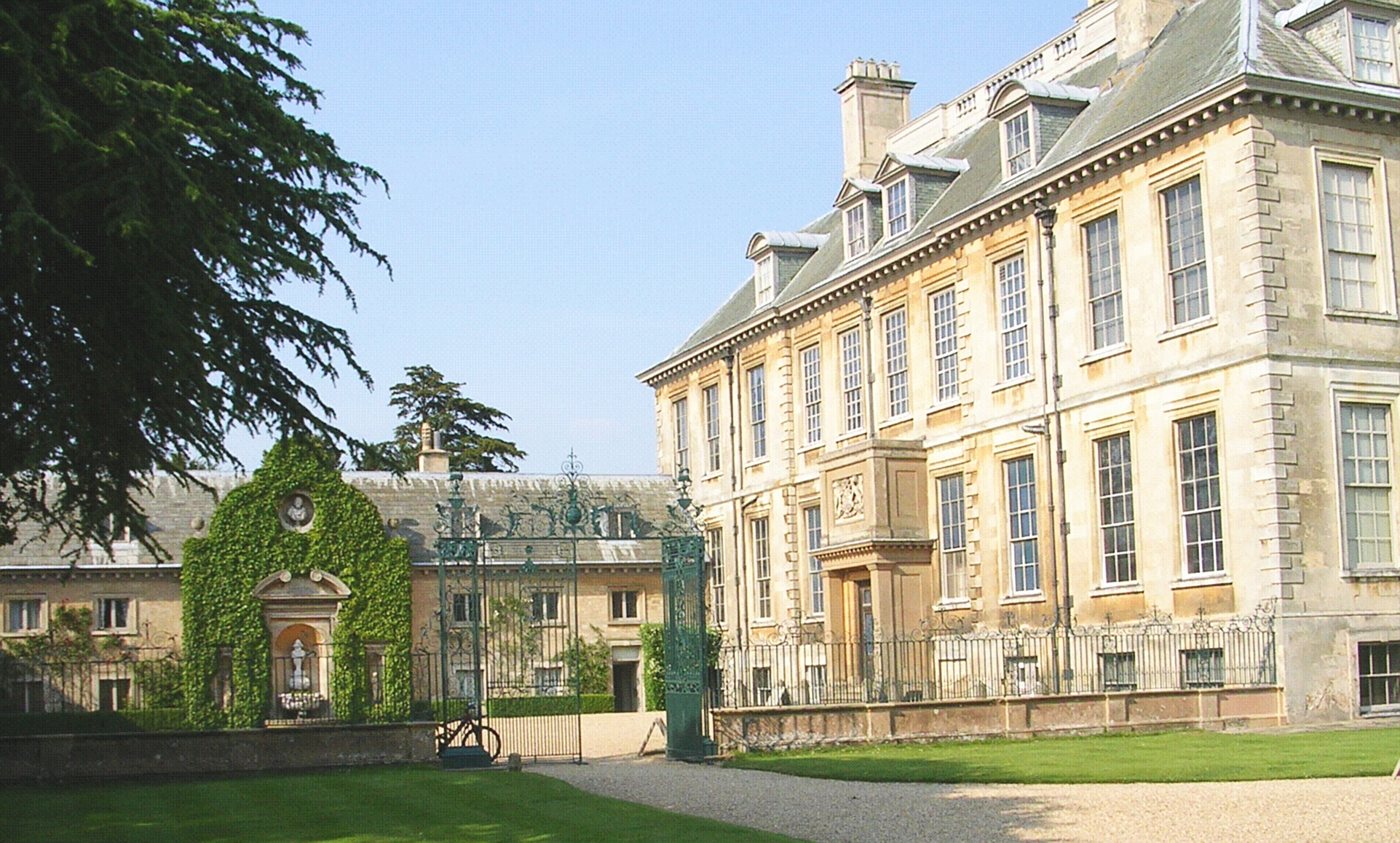
Westfassade. Viele der Fenster sind blind (vgl. Grundriss weiter unten) und sitzen dort zur Erhaltung der Symmetrie. Das barocke schmiedeeiserne Tor (womöglich von John Warren) schließt einen Hof zwischen Herrenhaus und Stallungen ab und schafft so den Effekt eines Ehrenhofes am Westeingang des Hauses („C“ im Grundriss unten).

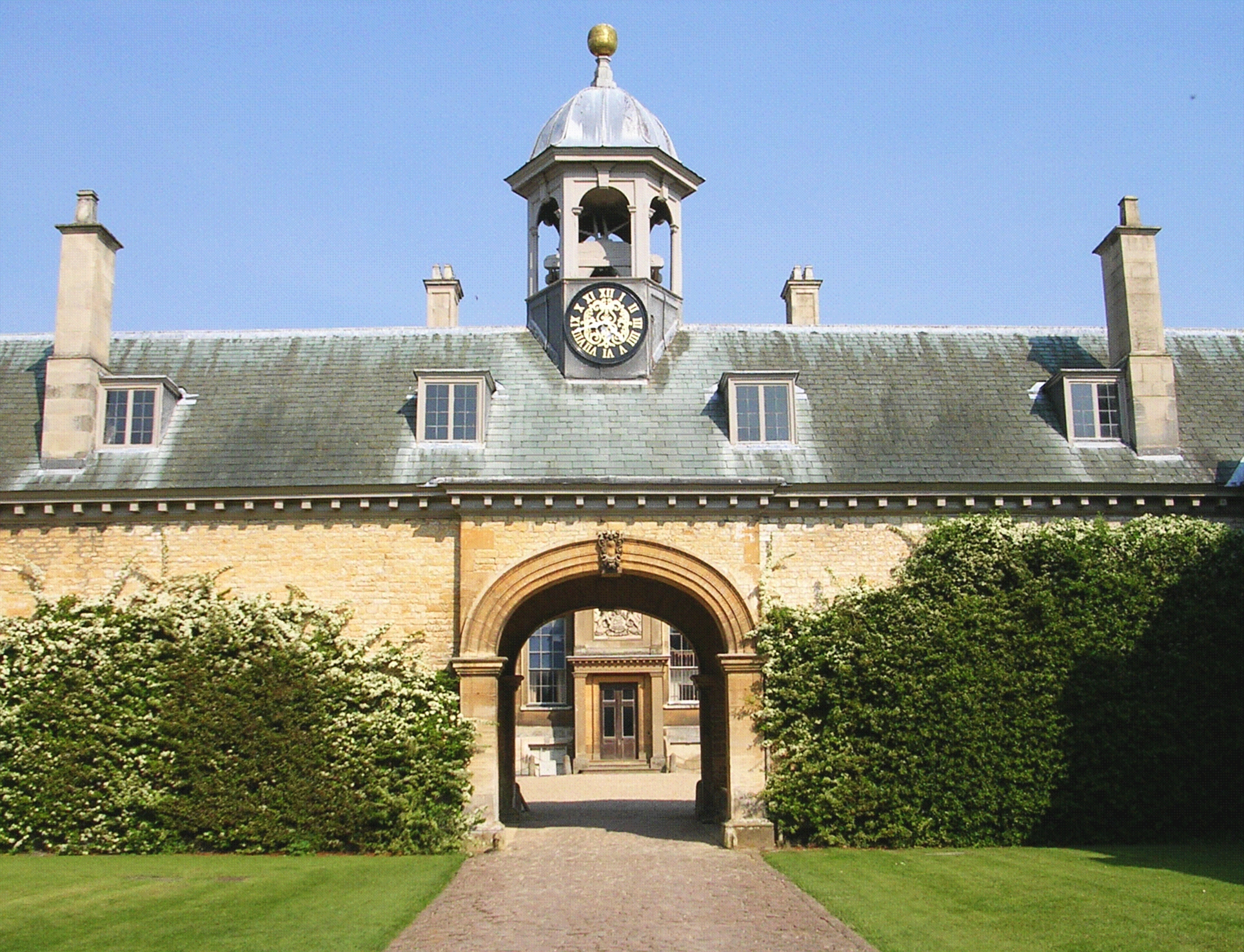
Die Auffahrt zum Herrenhaus durch den Hof am westlichen Eingang (siehe „C“ auf dem Grundriss unten). Dies ist der meistens von der Familie benutzte Eingang. Die Privaträume der Familie lagen im Westflügel. Das Uhrentürmchen liegt in einer Achse mit dem Türmchen auf dem Herrenhaus und bildet einen Kontrapunkt dazu.

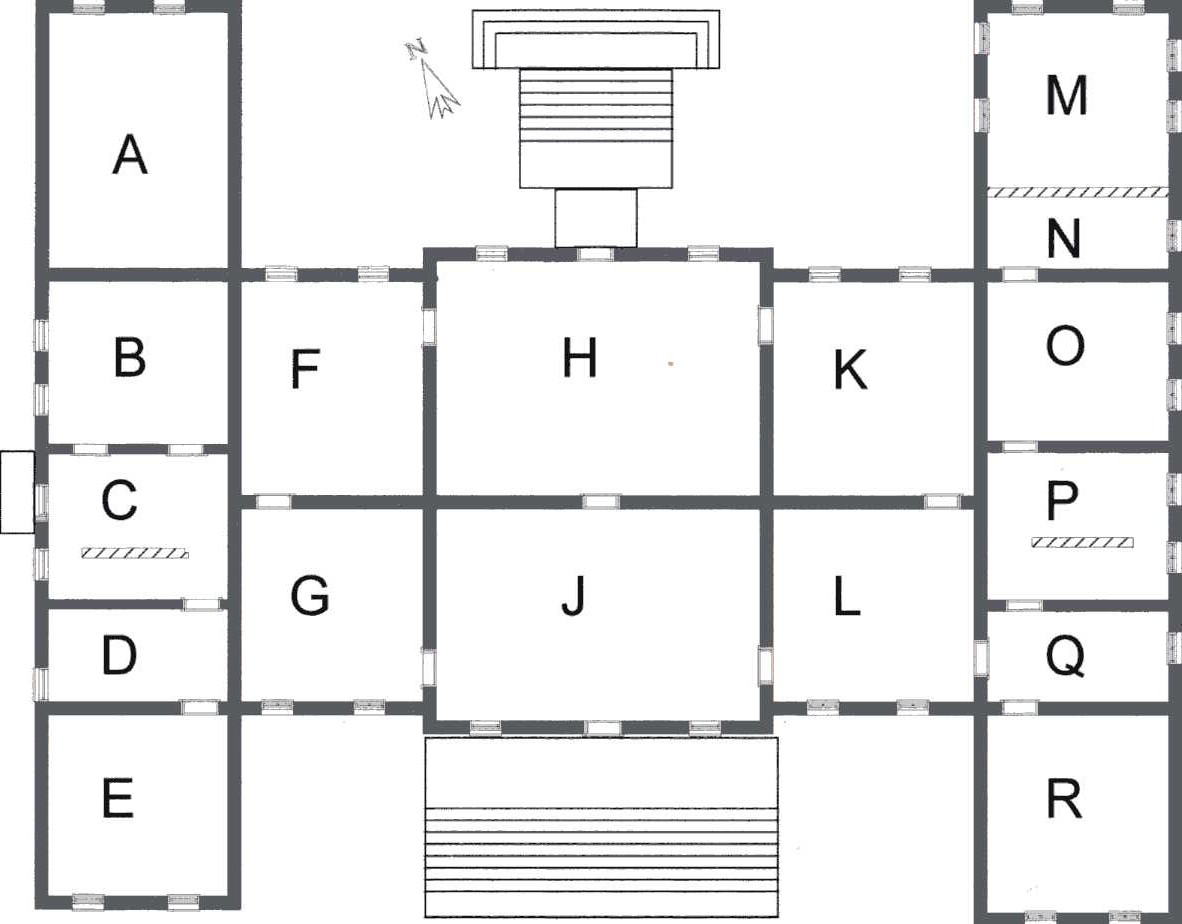
Grundriss des 1. Stockes von Belton House. Legende: A: Küche im Obergeschoss, (jetzt Hondecoeter Room); B: Raum für die Dienerschaft (jetzt Frühstückszimmer); C: Hintertreppe und Westeingang; D: Abstellraum; E:Schulzimmer; F:Salon (heute Roter Salon); G:Kleines Wohnzimmer (heute Wandteppichzimmer); H:Großes Wohnzimmer (heute Salon); J: Marmorhalle; K: Salon (heute Tyrconnel-Zimmer); L: Haupttreppenhaus; M: Obergeschoss der Kapelle; N: Galerie privater Kirchenbänke über der Kapelle; O: Vorraum (heute Salon der Kapelle);P: Hintertreppe und Osteingang; Q: Abstellraum für Süßigkeiten und Gebäck; R Schlafzimmer (heute Blaues Zimmer).

Das Ende des 17. Jahrhunderts war in England eine Zeit großen Fortschritts in Kunst und Architektur. Nach den harten Jahren des Commonwealth of England blühten Architektur und Künste mit der Wiedereinsetzung der Monarchie 1660 auf und entwickelten sich weiter. Ausgewanderte Royalisten und reiche junge Männer, die die Grand Tour gemacht hatten, kehrten mit neuen Ideen nach Hause zurück – häufig extravagante Variationen klassischer Themen. Dies war für England der Auftakt zum Barock. Eine neue Welle von Baumeistern, wie Roger Pratt, John Webb oder Sir Christopher Wren bauten nicht nur weitläufige Gebäude in einem Renaissance-inspirierten Stil, sondern bauten auch alte Häuser in diesem Sinne um. Repräsentativ für den Umbau eines älteren Hauses ist Coleshill House in Berkshire, wo Pratt den mittelalterlichen, damals aber überflüssigen Rittersaal in eine klassisch inspirierte Eingangshalle komplett mit Doppeltreppe umbaute. Der Wunsch der Herrschaften, nun getrennt von ihren Dienern zu leben, machten den Rittersaal überflüssig. Sie wollten nicht länger zusammen mit ihnen im Rittersaal essen und verbannten alle Erscheinungen und Gerüche des Kochens und der Dienerschaft von den Hauptteilen des Hauses. Die Herrschaften lebten nun in feinen, luftigen Räumen über dem Erdgeschoss, getrennt von der Dienerschaft, die nun – soweit sie nicht gerade gebraucht wurden – auf ihre eigenen, speziell gebaute Geschosse – oftmals das Erdgeschoss oder das Dachgeschoss – beschränkt waren. Dies war eine Zeit großen gesellschaftlichen Umbruchs in der englischen Geschichte und die wohlerzogenen Leute sonnten sich Aufklärung und Eleganz. Belton House ist nicht im barocken Stil gehalten, aber es zeigt alle typischen Merkmale der neuen Tendenzen.
Belton House wurde in einer zurückhaltenden, fast schon palladianistisch beeinflussten Architektur entworfen, die unmittelbar vor der Einführung des verspielten Barockstils in England populär war. Die Grundform dieser Architektur waren streng symmetrische, oft rechteckige Häuser mit Dreiecksaufsatz über dem Mittelteil. Dieses fast rigide Konzept sollte die Konstruktion unzähliger Häuser beeinflussen, darunter auch Belton House. Später nannte man dies karolinische Architektur (nach „Carolus“, dem lateinischen Namen des damals regierenden Monarchen Karls II.). Dieser Stil wurde gerne vom niederen Adel sowohl bei ihren Land- als auch bei ihren Stadthäusern verwendet, und zwar auch noch lange nach dem Tod Karls II.
Belton House wurde aus dem örtlichen Ancaster-Stein, einem Kalkstein gebaut. Die Ecksteine bestehen aus dem leichteren Werkstein aus Ketton. Der H-förmige Grundriss wurde gegen Ende der elisabethanischen Periode üblich. Aber zum Ende des 16. Jahrhunderts hatte sich die Architektur von Wohnhäusern weiterentwickelt, weg vom früheren, nur einen Raum tiefen H-Grundriss, den man z. B. beim Montacute House sehen kann. Das neue Layout platzierte Räume Rücken an Rücken, was zu einem zwei Räume tiefen Grundriss führte. Dies nannte man „Double Pile“ (dt.: doppeltes Gebäude). Wie in Belton erlaubte dies die Anlage von Räumen, die nicht nur besser beleuchtet und geheizt wurden, sondern auch besser zugänglich waren und in Beziehung zueinander standen. Der größte Vorteil war aber die größere Privatsphäre. Unter bautechnischen Aspekten ermöglichte diese Bauart eine kompaktere Bauweise unter einem einzigen, einfacher gestalteten Dach, was die Baukosten senkte. Die Häuser sahen solider aus und hatten mehr als nur eine oder zwei Fassaden.
Das Äußere von Belton House selbst und verschiedener Nebengebäude auf dem Grundstück inspirierten wiederum Edith Whartons Haus The Mount in Lenox in Massachusetts.

### Konstruktion
Der Grundriss von Belton House war eigentlich für ein großes Haus dieser Zeit bereits passé. Nach der Restauration der Monarchie und durch den Einfluss von Ideen aus anderen europäischen Staaten war es modern geworden, große Häuser im Kontinentalstil als Folge von Paradezimmern, wie einem Salon, einem Ankleidezimmer und einem Schlafzimmer, zu bauen, die sich zu beiden Seiten von einem zentralen Salon oder einer Mittelhalle aus erstreckten. Diese Räume waren dauernd für die Nutzung durch hochrangige Gäste, wie z. B. Monarchen, reserviert. Belton House hat zwar einen zentralen Salon, aber keine Fluchten von Paradezimmern mit abnehmender Ausstattung. Ein möglicher Grund für dieses unübliche Layout war die Tatsache, dass die Brownlows zwar sehr reich waren, aber nur den Titel von Baronets innehatten und ihr Reichtum beim Bau des Hauses gerade einmal kaum ein Jahrhundert alt war. Sie galten als Gentry und nicht als Aristokratie. Daher hätte der Bau einer Flucht von Paradezimmern eher der Hoffnung auf den Besuch königlicher Gäste Ausdruck verliehen als dass dieser wirklich zu erwarten gewesen wäre. Dennoch hielt das Fehlen moderner Paradezimmer und die niedere gesellschaftliche Stellung der Brownlows König Wilhelm III. 1695 nicht von einem Besuch des gerade fertiggestellten Hauses ab. Der König wurde im „besten Schlafzimmer“, einem großen Zimmer mit anschließender Abstellkammer direkt über dem Salon einquartiert, das direkten Zugang vom Großen Speisezimmer im Obergeschoss hatte.
Die Konstruktion folgte dem älteren Stil, Empfangsräume und Schlafzimmer verteilt auf die beiden Hauptgeschosse zu bauen. Das Layout folgte Roger Pratts Theorie, dass Gasträume und von der Familie genutzte Räume vollständig getrennt sein sollten. In Folge dieser Philosophie waren die Räume in beiden Geschossen des Westflügels für die Familie reserviert, während das Haupttreppenhaus im Ostflügel des Hauses eingebaut wurde und zu den besten Gästezimmern führte. Das Treppenhaus wurde daher großartig und beeindruckend gestaltet und bildete einen Teil des Weges der Gäste von der Mittelhalle und dem Salon im Erdgeschoss zum Hauptspeisezimmer und Schlafzimmer im Obergeschoss. Diese ältere Konzept findet man noch deutlicher in der Hardwick Hall im benachbarten Derbyshire verwirklicht.
Die Haupteingangshalle, das Empfangszimmer und die Schlafzimmer der Familie waren im Erdgeschoss über dem niedrigen Tiefparterre mit den Räumen für die Dienerschaft untergebracht. Zwei Haupteingänge zum Herrenhaus, jeweils in der Mitte der Nord- und der Südfassade, konnte man über Außentreppen erreichen, ursprünglich eine einzige, breite Treppenflucht auf der Nordseite und eine Doppeltreppe auf der Südseite. Diese Treppen wurden später durch einfachere Konstruktionen, wie im Grundriss gezeigt, ersetzt.
Das Obergeschoss besitzt eine dem Erdgeschoss entsprechende Fensterteilung mit gleich großen Fenstern wie im Erdgeschoss. Die damals erst kürzlich erfundenen Schiebefenster wurden in beiden Geschossen eingebaut. Im Tiefparterre und im Dachgeschoss finden sich die älteren Ajimez- oder Oberlichtfenster, die den geringeren Status der Bewohner dieser Stockwerke zeigen. Damit wurde bereits von außen klar ausgedrückt, dass die beiden Hauptgeschosse ausschließlich den Paradezimmern und den Zimmern für die Familie vorbehalten waren und die Dienerschaft auf das Tiefparterre und das Dachgeschoss beschränkt war. Das Konzept, die Dienerschaft außer Sicht der Herrschaften zu halten, wenn sie nicht benötigt wurden, war relativ neu und wurde von Pratt erstmals beim Bau von Coleshill House in Berkshire realisiert. Der zeitgenössische Sozialkommentator Roger North pries die Hintertreppen, von denen Belton Haus zwei hat („C“ und „P“ im Grundriss), als eine der wichtigsten Erfindungen der damaligen Zeit.
Der wichtigste Raum ist die große Marmorhalle („J“) in der Mitte der Südfassade. Diese Halle ist der Beginn der großartigen Folge von Räumen und entspricht den früheren Großen Salon an der Nordfassade. Die Marmorhalle wird vom früheren kleinen Salon („G“, heute Wandteppichraum) und der großen Treppenhalle („L“) flankiert, während der Große Salon („H“) von den beiden Salons „F“ und „K“ flankiert wird. Obwohl Marmorhalle und Großer Salon in der Mitte der kleinen Flucht von Empfangsräumen lagen, sollten sie im Barock nicht der Kern einer Flucht von Paradezimmern sein. In der Tat lag das große Speisezimmer (heute Bibliothek), einer der wichtigsten Räume, ganz getrennt von diesen im Obergeschoss, direkt über der Marmorhalle. Die Schlafzimmer sind in individueller Folge über beide Geschosse der beiden Flügel verteilt („E“, „R“ usw.), die das „State Centre“ (dt. Staatszentrum) des Hauses flankieren. Das Haupttreppenhaus auf einer Seite der Marmorhalle gehört zu den wenigen Dingen in Belton House, die asymmetrisch angeordnet sind. Es ist mit einer robusten Stuckdecke ausgestattet, die das Helmkleinod der Brownlows zeigt und von Edward Goudge gestaltet wurde, der „now looked on as ye best master in England in his profession“ (dt.: „sich als größter Meister seiner Zunft in England erwiesen hat“), wie William Winde 1690 berichtete.
Körperliche und geistliche Bedürfnisse wurden in dem Herrenhaus gleichermaßen befriedigt: Die Küche („A“) und die Kapelle („M“) sind beides zweigeschossige Hallen, die vom Tiefparterre bis zum Obergeschoss reichen. Diese Konstruktion schuf nicht nur großartige und weitläufige Räume, sondern gestattete es der Dienerschaft auch, in der Kapelle zu beten, ohne ihr Dienergeschoss zu verlassen. Die Herrschaften beteten von ihrer privaten Galerie („N“), die komplett mit offenem Kamin ausgestattet war, und die Kapelle im Obergeschoss überblickte.

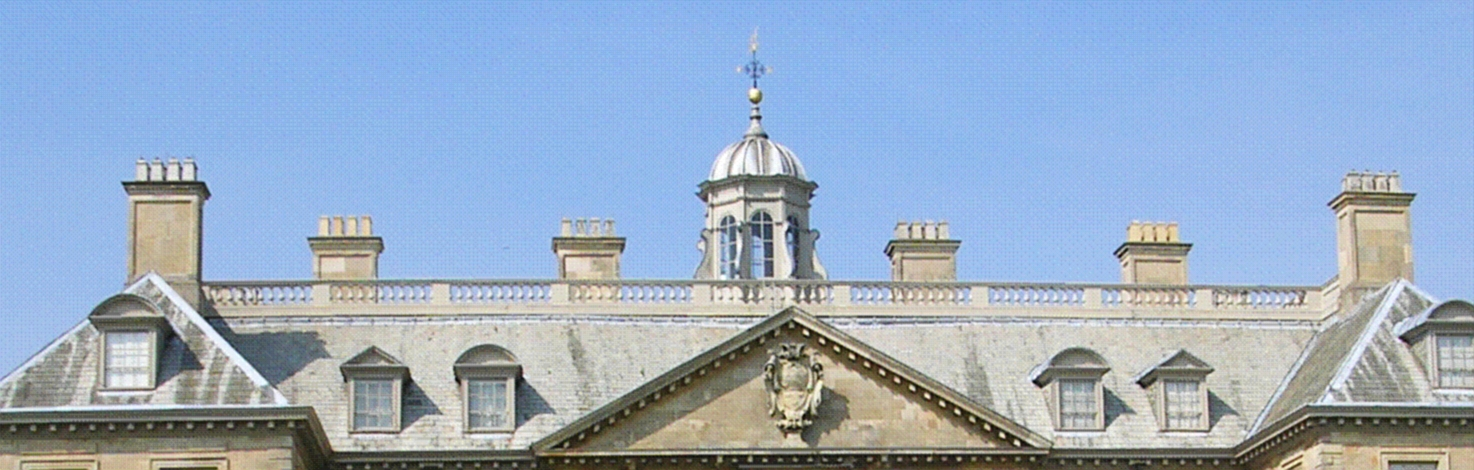
Das Dachbelvedere und die Laterne

Zu den typischsten Details der karolinischen Architektur zählen die Baluster und die Laterne auf dem Dach, weitere Elemente, die Roger Pratt in der englischen Architektur eingeführt hatte. Die Laterne von Belton House belichtet keine große Kuppelhalle, wie es im übrigen Europa häufig der Fall ist, sondern beherbergt eine Treppe, die zu einer großen Aussichtsplattform auf dem Bleidach führt, die vom Boden aus durch eine Balustrade auf dem Dachfirst verdeckt wird. Von diesem Aussichtspunkt aus konnten die Besitzer von Belton House die perfekte Symmetrie ihrer Gärten und Gartenwege, die sich um das Herrenhaus erstrecken, bewundern. Dieses Detail wurde allerdings vom Architekten James Wyatt entfernt, als er das Haus im 18. Jahrhundert modernisierte. Im Jahre 1870 ließ der 3. Earl Brownlow es in der ursprünglichen Form wiederherstellen.

## Innenräume und Ausstattung

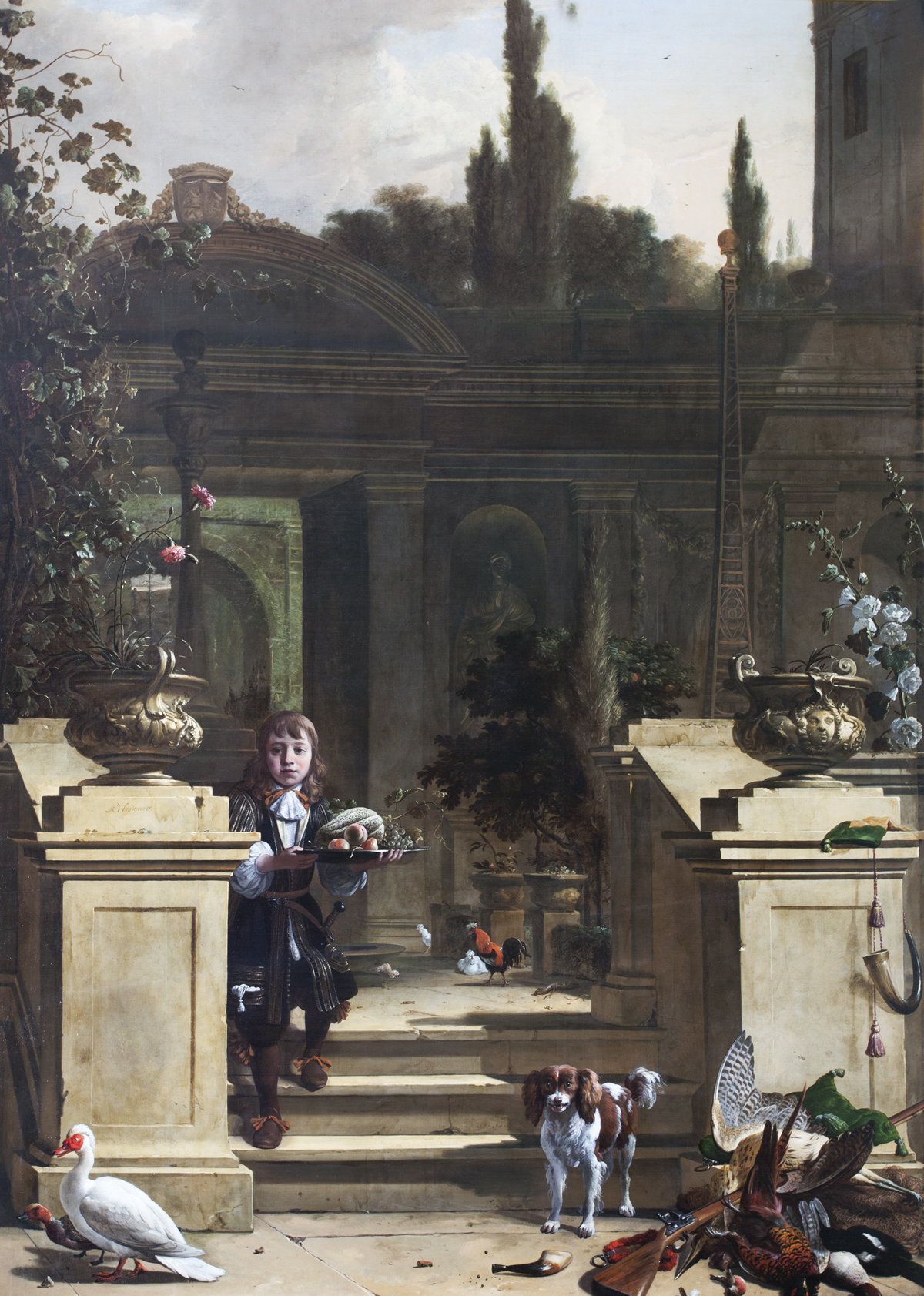
Einer der drei großen Leinwandgemälde von Melchior de Hondecoeter in dem nach ihm benannten Raum im Belton House. Die Gemälde wurden 1873 vom 3. Earl Brownlow beschafft. Sie wurden bereits beschnitten, damit sie in ihre früheren Rahmen passten. Für das vierte Gemälde der Sammlung war in Belton House kein Platz. Es befindet sich heute in den USA.

Einige der vielen Räume im Belton House wurden in den letzten 300 Jahren sowohl in ihrer Nutzung als auch ihrer Ausstattung verändert. Einer der wichtigsten Räume, die Marmorhalle („J“), der erste der großen Empfangsräume, dient als Eingangshalle von der Südseite. Zur Zeit der Planung von Belton House war der Rittersaal kein Speisezimmer für den Haushalt mehr, sondern diente als Haupteingang zum Haus. In der Halle hingen ursprünglich 28 Porträts von Königen, Königinnen und Kaisern, von Wilhelm dem Eroberer bis Wilhelm III., die dem Haus einen Hauch dynastischer Wichtigkeit verleihen sollten. Die weniger zahlreichen und weitaus neueren Familienporträts der Brownlows wurden im Großen Speisesaal unmittelbar darüber aufgehängt. Der Raum wurde nach dem im Schachbrettmuster mit schwarzem und weißem Marmor gefliesten Boden benannt. Er ist in voller Höhe mit Lindenholzpaneelen verkleidet und ein Teil der Paneele enthält Verzierungen, die Grinling Gibbons zugeschrieben werden. Anfang des 19. Jahrhunderts wurde dieser Raum zusammen mit einigen anderen von Jeffry Wyatville umgestaltet. Er behandelte die Paneele so, dass sie nach Eiche aussahen und setzte zusätzlich falsche Türen ein, die zusammen mit den vorhandenen, tatsächlichen Türen ein symmetrisches Bild ergaben.

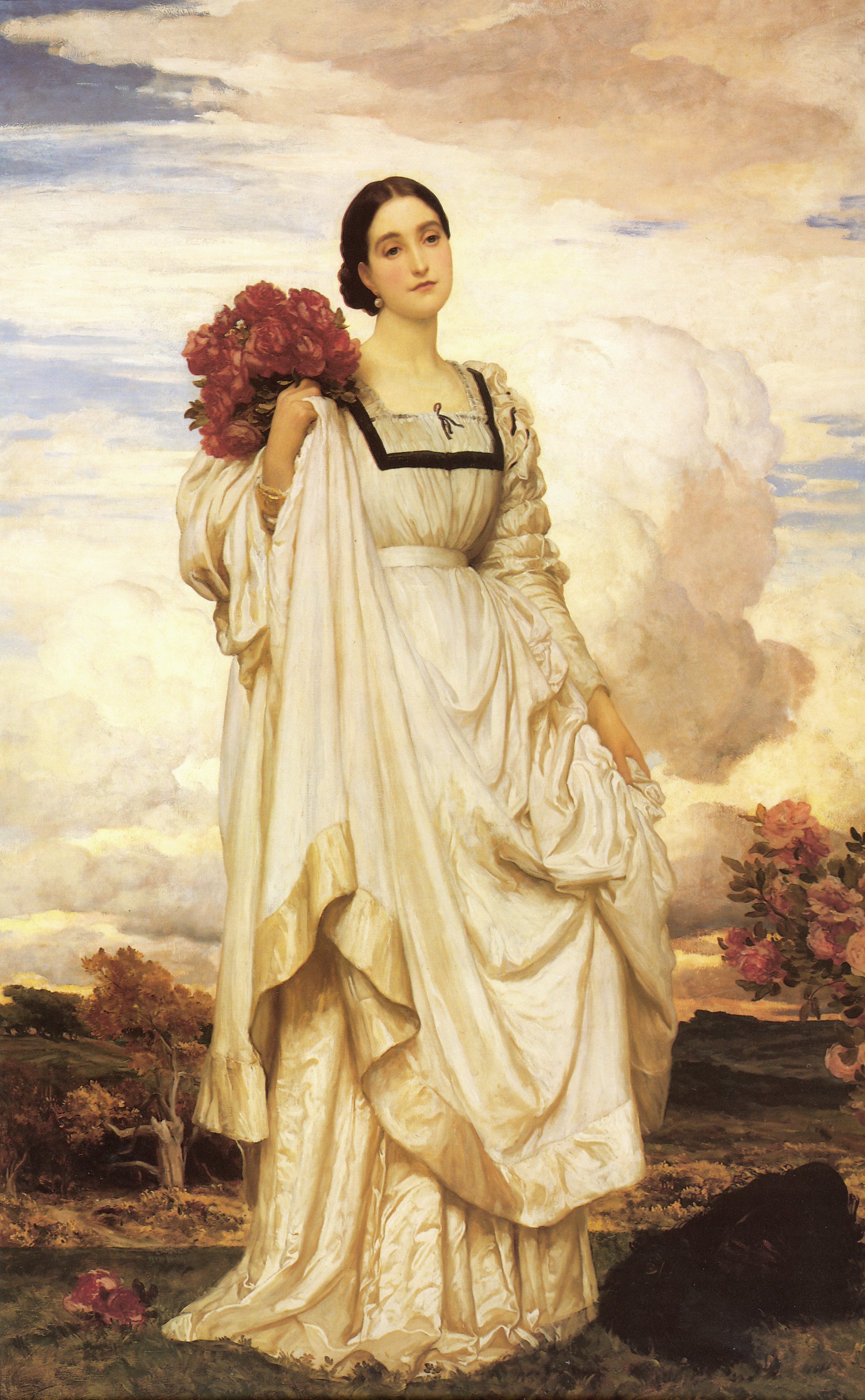
Adelheid, die Frau des 3. Earl Brownlow. Sie und ihr Gatte ließen viele karolinische Details in Belton restaurieren und sind größtenteils für die Innenräume, wie sie sich heute präsentieren, verantwortlich. Die Brownlows waren Mitglieder der „Souls“, eines modischen Salons asthetissher Aristokraten. Diese Porträt von Frederic Leighton hängt im Treppenhaus von Belton House.

Der zweite Hauptempfangsraum, der Salon („H“) öffnet sich von der Marmorhalle aus. Dieser große, holzgetäfelte Raum liegt in einer Achse mit den Gartenwegen des nördlichen formellen Gartens. Ursprünglich hieß er „Großer Salon“ und war der wichtigste Empfangsraum des Hauses. Er behielt seinen ursprünglichen offenen Kamin aus Marmor und weist eine schmuckvolle Stuckdecke mit einer viktorianischen Kopie der Originaldecke des karolinischen Stuckateurs Edward Goudge auf. Heute ist der Raum mit Familienporträts und Möbeln aus der Zeit des Besitzers Lord Tyrconnel (1721–1754), Sir Brownlows II. Neffe, ausgestattet. Das wichtigste Stück in diesem Raum ist ein großer Aubusson-Teppich, der 1839 für den 1. Earl Brownlow hergestellt wurde.
Zu beiden Seiten des Salons befinden sich kleinere Salons („F“ und „K“), die ursprünglich als Privatsalons dienten, in die man sich von öffentlichen Aktivitäten, die in der Marmorhalle oder im Großen Salon stattfanden, zurückziehen konnte. Einer der drei kleinen Salons wurde unter Lord Tyrconnel in ein Paradeschlafzimmer umgebaut, um eine damals modischere Flucht barocker Paradezimmer zu schaffen. Eigenartigerweise wurde, als dann eine Königin – Adelheid, die Witwe von Wilhelm IV. – 1840 in Belton zu Gast war, das Paradeschlafzimmer an seinen originalen Standort über dem Großen Salon zurückverlegt. Es wird heute Queen's Room genannt.
Der letzte große Empfangsraum im Erdgeschoss ist der Hondecoeter Room („A“), der wegen der dort aufgehängten großen Ölgemälde von Melchior de Hondecoeter (1636–1695) so heißt. Die Gemälde zeigen Szenen von Vögeln in Höfen, die in die neo-karolinischen Holzvertäfelungen eingelassen sind. Diese Vertäfelung ließ der 3. Earl Brownlow 1876 einbauen. Dieser Raum ist als Hauptspeisezimmer des Herrenhauses eingerichtet und wurde 1808 aus dem oberen Teil der früheren Küche gebildet, die ursprünglich über zwei Stockwerke reichte.
Das Treppenhaus („L“) östlich der Marmorhalle ist in Belton House ungewöhnlich platziert, da man in einem Haus aus dieser Zeit die Treppe eher in der Mittelhalle erwarten würde. Die Treppen führen in drei Fluchten über die West-, Nord- und Ostwand in das frühere Große Speisezimmer über der Marmorhalle. So diente das Treppenhaus als repräsentative Verbindung zwischen den drei wichtigsten Empfangsräumen des Hauses. Das Große Speisezimmer, heute Bibliothek, wurde entscheidend umgebaut und jede Spur karolingischer Verzierungen beseitigt, erst von James Wyatt 1778, als es in einen Salon mit abgehängter Decke verwandelt wurde, und dann erneut 1876, als es erneut umgenutzt wurde, diesmal in eine Bibliothek. Der Raum enthält etwa 6000 Bände, ein großartiges Beispiel für die Sammlung von Büchern über 350 Jahre. Als Lord Tyrconnel 1754 starb, wies ein Katalog seiner Bibliothek fast 2300 Bücher aus. Fast alle davon sind noch heute in der Bibliothek von Belton House erhalten.
Neben der Bibliothek liegt der Queen's Room, das frühere Paradeschlafzimmer. Dieser vertäfelte Raum wurde Anfang des 19. Jahrhunderts für den Besuch der Königin Adelheid umgestaltet. Er enthält das große Rokoko-Himmelbett, in dem die Königin schlief, mit dem königlichen Monogramm „AR“ (für Adelaide Regina) auf dem Kopfbrett. Die anderen Räume im Obergeschoss sind meistens Schlafzimmer, z. B. den Chinese Room mit seiner originalen chinesischen Tapete aus dem 18. Jahrhundert, den Yellow Bedroom und den Windsor Bedroom, der nach Eduard VIII. benannt wurde, der in den 1930er-Jahren mit seiner Geliebten Wallis Simpson hier weilte. Der 6. Baron Brownlow, des Königs Lord-in-Waiting war in die Abdankungskrise des Herrschers 1936 stark verwickelt. Heute bietet Belton House eine dauernde Ausstellung zu diesem Ereignis.

## Gärten und Park

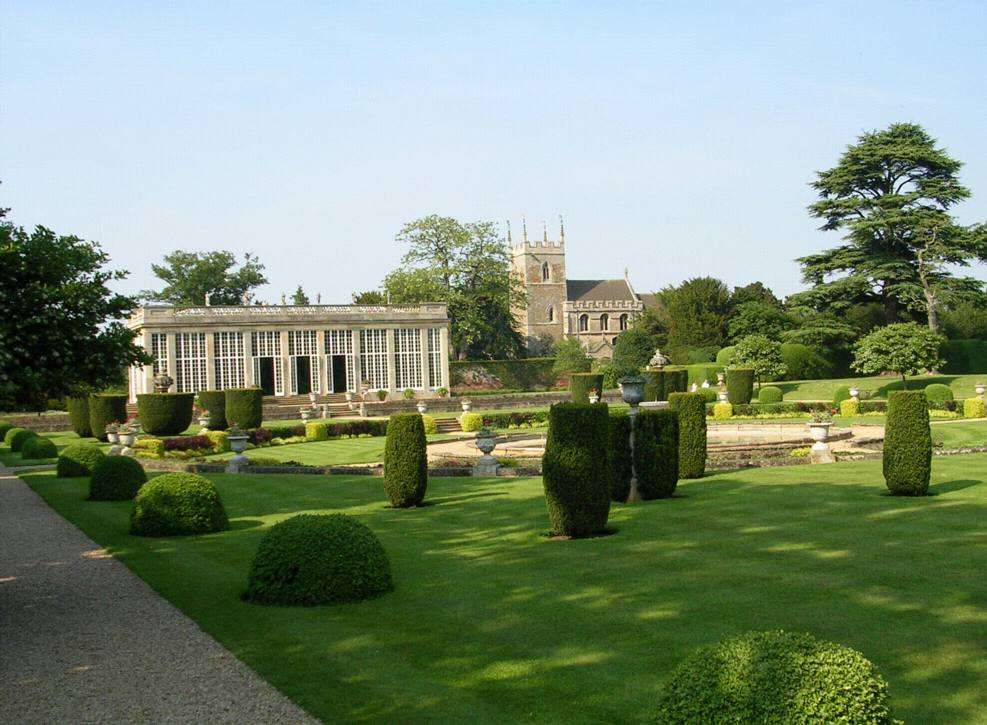
Italienischer Garten, Orangerie und Kirche. Die Orangerie und der „italienische Garten“ wurden von Jeffry Wyatville Anfang des 19. Jahrhunderts geplant. Die Kirche enthält die Gräber der Barone Brownlow und Cust, der Besitzer des Belton House.

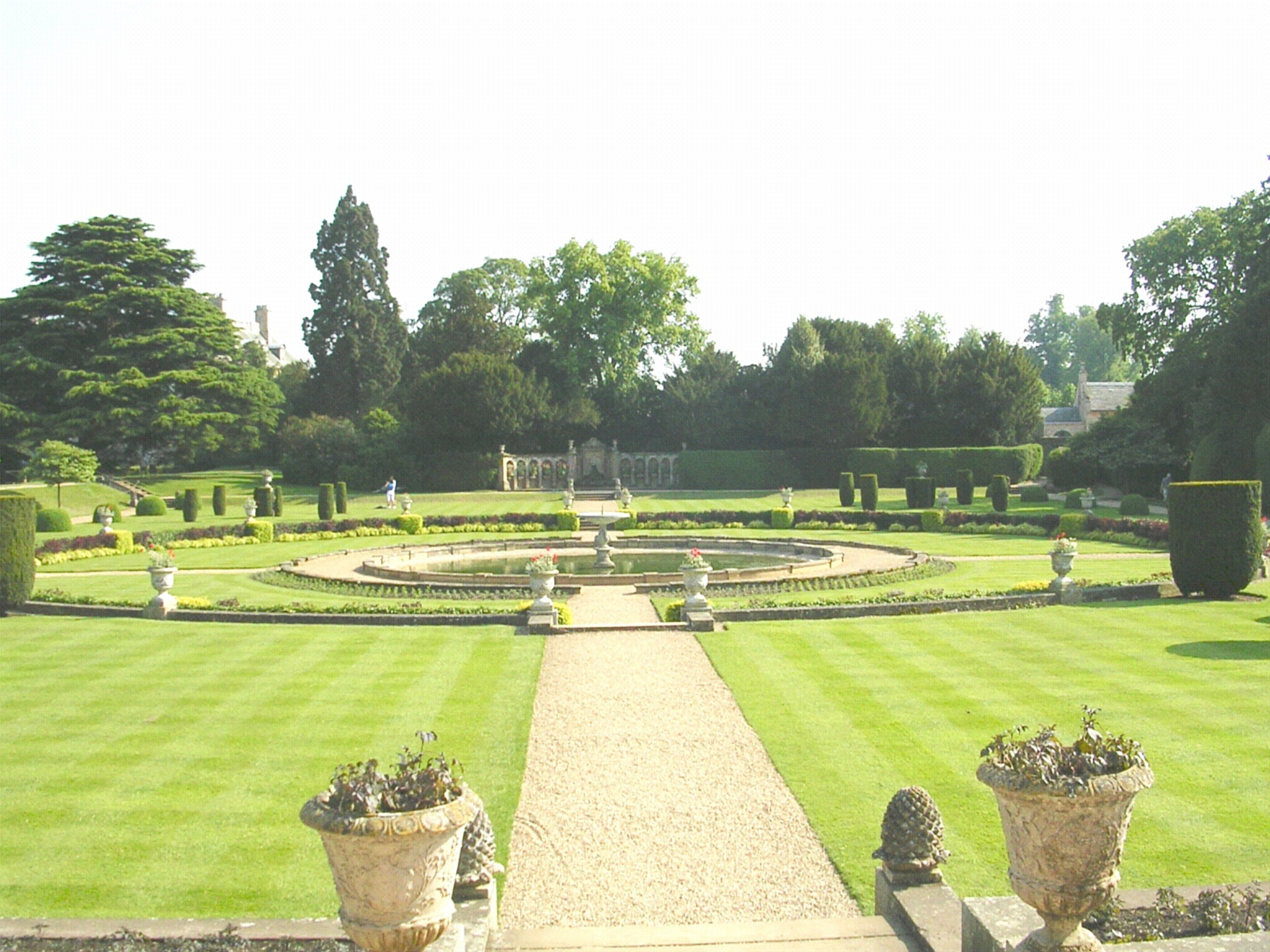
Der italienische Garten von der Orangerie aus mit Blick auf die „Löwenexedra“ (ein halbkreisförmiger Schirm) von Jeffry Wyatville

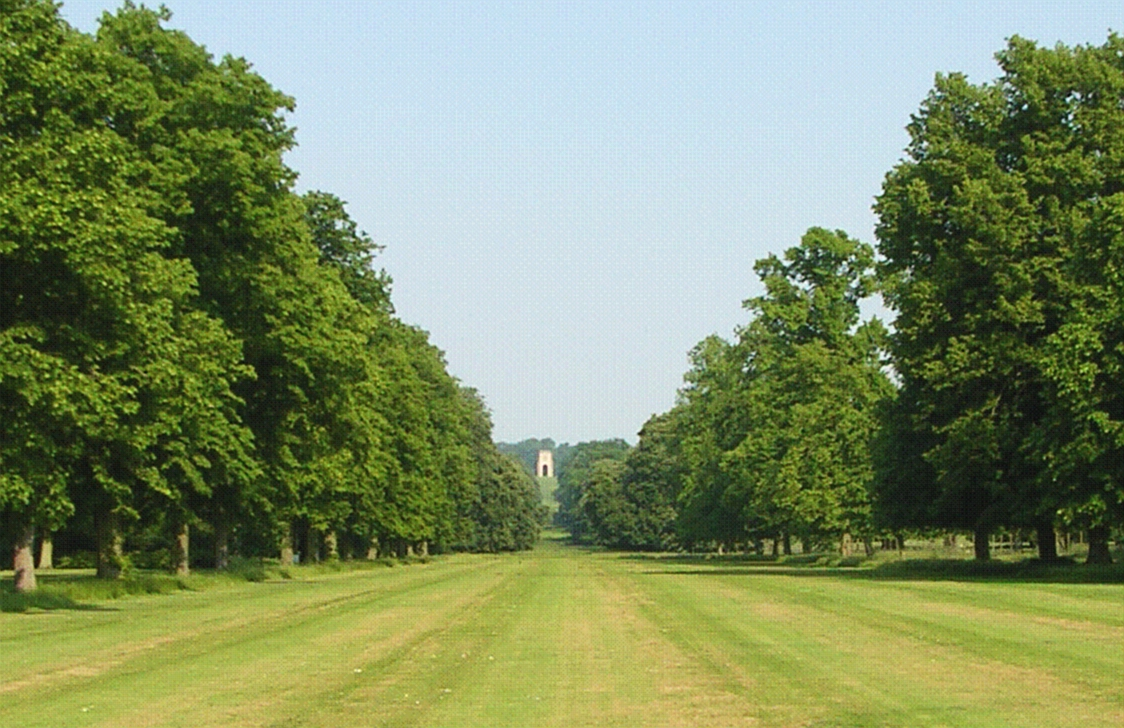
Blick von der Ostfassade des Herrenhauses entlang dem östlichen Gartenweg durch den Park auf Vixount Tyconnels Belmont Tower, einem um 1750 errichteten Belvedere. Im Ersten Weltkrieg war im Park von Belton das Machine Gun Corps (dt.: Maschinengewehrcorps) stationiert und im Zweiten Weltkrieg das Royal Air Force Regiment.

1690 erhielt Sir John Brownlow die Erlaubnis, eine Fläche von vier km² einzuzäunen und in einen Park zu verwandeln. Er durfte dort auch Rehe halten. Es gibt Hinweise, dass Teile dieses Geländes bereits seit spätestens 1580 ein Park waren. Der Park wurde mit sternförmig angeordneten Gartenwegen angelegt, z. B. dem bis heute erhaltenen östlichen Gartenweg, ebenso wie mit 9500 Eichen und 614 Obstbäumen. Man nimmt an, dass William Winde das Layout des Gartens vorschlug. Näher am Haus lagen eine Reihe formeller Gärten mit Kanalteichen und begleitenden Pflanzungen und symmetrisch angelegten Wegen nach Art der Rond Points (kreisförmiger Wege, die von radialen Wegen gekreuzt werden), die vom Landschaftsgärtner André Le Nôtre eingeführt wurden.
Sir John Brownlow folgte als Eigentümer von Belton House erst sein Bruder, der so gallant war, Brownlows Witwe Alice zu gestatten, weiter dort zu wohnen. Sie verbrachte den Rest ihres Lebens in Belton und arrangierte vorteilhafte Partien für ihre Töchter. Nach ihrem Tod 1721 fiel das Anwesen an den Neffen ihres Gatten (und Schwiegersohn) Sir Jon Brownlow III. (den späteren Viscount Tyrconnel). Tyrconnel, ein Dilettant von geringem Verstand, war für viele der architektonischen Details verantwortlich, die heute noch im Park und in den Gärten erhalten sind. Von 1742 bis 1751 ließ er eine Reihe von Follies anlegen, z. B. eine neugotische Ruine, eine Kaskade und ein Belvedere namens Belmont Tower. Ursprünglich besaß der Belvedere schmale Seitenflügel.

## 20. Jahrhundert
In den letzten drei Dekaden des 19. Jahrhunderts wendete der 3. Earl Brownlow viel Zeit und Geld für die Restaurierung von Belton House auf und so war das Herrenhaus zur Jahrhundertwende in gutem Zustand. Dennoch sollte es im 20. Jahrhundert ernsthafte Probleme für das Anwesen geben. Zum Beispiel wurden Einkommen- und Erbschaftssteuer eingeführt, was das Vermögen der Familie Brownlow erheblich verminderte.
Zu Beginn des Ersten Weltkrieges bot der 3. Earl Brownlow sein Haus und seinen Park, wie viele andere britische Landeigentümer, der Regierung zur Nutzung für Kriegszwecke an. Das Angebot wurde angenommen und so wurden die größten und drastischsten Veränderungen im Park seit dem Bau der Follies durch Viscount Tyconnel vorgenommen. 1915 wurden ein Heimatdepot und ein Trainingsgelände für das Machine Gun Corps im südlichen Teil des Parks angelegt. Die Lage des Geländes an einer Stelle, wo der Witham zwischen dem Kalkstein des unteren Lincolnshire und dem Sedimentgestein des oberen Lias ermöglichte den Bau der erforderlichen Schießstände in der Nähe guter Verkehrsanbindungen durch die Hauptstraße London-York-Edinburgh und die London and North Eastern Railway mit ihrem Bahnhof in Grantham. Das Depot wurde 1919 geschlossen, das Gelände geräumt und 1920 an Lord Brownlow zurückgegeben. Heute gibt es nur noch wenige Hinweise auf den Aufenthalt des Machine Gun Corps im Park, aber man kann Plaketten und Beschriftungen vom Südtor des Parks zum Memorial Gate folgen und von dort zum Stadtzentrum und in den Nordflügel der Pfarrkirche von Grantham.
Belton wurde noch einmal vom Militär beansprucht, als das Royal Air Force Regiment, eine neue Abteilung der RAF, im Zweiten Weltkrieg in den Park einzog. Das Regiment wurde 1942 gegründet und zog in den Park von Belton ein, wo es in den Nissenhütten untergebracht war.

### Ende des 20. Jahrhunderts
Die Jahre nach dem Ersten Weltkrieg waren für die Besitzer größerer Anwesen sehr schwierig. Die Dienerschaft für Haus und Garten, die bis dahin in Massen verfügbar und billig war, wurde zur Mangelware. Millionen männlicher Hausangestellter waren zur Armee eingezogen worden und nur wenige kamen zurück. Weibliche Hausangestellte wurde zum Dienst in Fabriken eingezogen und erkannten nun, dass es leichtere und besser bezahlte Anstellungen außerhalb der großen Landhäuser gab. Nachdem viele Eigentümer von Herrenhäusern sowohl ihr Personal als auch ihr Vermögen eingebüßt hatten, fiel es ihnen schwer, neues Dienstpersonal zu verpflichten.
Belton House in dieser Zeit relativ unverändert, vor allem wegen des sinkenden Vermögens der Brownlows. Der 3. Earl Brownlow (1844–1921) und seine Komtesse lebten nur einige Monate im Jahr im Belton, wo sie sich während der Parforcejagd aufhielten, und wohnten des Rest des Jahres entweder in ihren Häusern in London oder Ashridge Park, letztes ein weiteres Landhaus in Hertfordshire. Ashridge House, ein großes neugotisches Gebäude, war den Brownlows im 19. Jahrhundert durch die Familie Eggerton zugefallen. Im Jahre 1921, nach dem Tode des 3. Earl Brownlow, musste es einschließlich seiner Kunstsammlung und seiner Möbel verkauft werden, um die Erbschaftssteuer bezahlen zu können. Dadurch wurden Belton House der einzige Landsitz der Brownlows. Weitere Erbschaftssteuern waren 1927 nach dem Tod des Nachfolgers des 3. Earls, seines Vetters Albert Cust, des 5. Barons Brownlow, zu bezahlen.
In der folgenden Zeit wurden Tausende von Landhäusern von großem architektonischen Wert zerstört oder ganze Flügel davon abgerissen. Im Jahre 1955 wurde alle fünf Tage ein Landhaus abgerissen. Unter diesem Aspekt ist es ein Glück, dass Belton House überhaupt bis heute erhalten blieb, weil es zusätzlich zu den finanziellen Problemen der Eignerfamilie zu dieser Zeit so sehr verfiel, dass der 6. Baron Brownslow 1961 den Architekten Francis Johnson beauftragte, ein großes Renovierungsprogramm zu überwachen, das sich über drei Jahre hinzog. Nicht nur das Dach, sondern auch ein Großteil der Holzpaneele in den Paradezimmern wurde instand gesetzt und neue Gesimse aufgebaut. Auch unternahm man Versuche, den Befall mit Braunfäule einzudämmen. Mit dem Tod des 6. Barons Brownlow 1978 und der damit erneut zu zahlenden Erbschaftssteuer in Verbindung mit den steigenden Unterhaltskosten des Anwesens wurde Belton House einfach zu kostspielig für die Familie.

### Der National Trust
Der 7. Baron Brownlow versuchte, das Haus durch die Öffnung für die Allgemeinheit zu erhalten. Er ließ erfolgreich einen Abenteuerspielplatz in den nahegelegenen Wäldern einrichten, um Touristenfamilien für das Landhaus zu interessieren. Aber die finanziellen Schwierigkeiten erwiesen sich als zu groß und so übertrug der im Januar 1984 das Eigentum an dem Herrenhaus an den National Trust, eine gemeinnützige Gesellschaft, die Erfahrung mit der Haltung solcher Anwesen hatte. Der National Trust kaufte für einen Preis von £ 8 Mio. den 5,33 km² großen Park und den größten Teil der Inneneinrichtung des Herrenhauses dazu. Dies war durch einen Zuschuss des National Heritage Memorial Fund möglich.
Der National Trust verlegte schnell ein Führer für die Saison 1984 und öffnete das Herrenhaus für die Allgemeinheit. Erste Priorität hatte die Eröffnung eines Restaurants, das nicht nur das Einkommen von Belton House erhöhen, sondern auch Besucher dazu veranlassen sollte, mehr Zeit im Herrenhaus zu verbringen und eine weitere Anreise in Kauf zu nehmen. Obwohl das Herrenhaus mit Inneneinrichtung und die Nebengebäude zum Zeitpunkt der Schenkung in gutem Zustand waren, wurde ein permanentes Programm zum Erhalt und zur Restaurierung aufgelegt. Gleichzeitig hat der National Trust neue Attraktionen eingeführt, wie z. B. eine Silberausstellung, die eine Sammlung silberner Geräte zeigt, die die Familie Brownlow bis 1698 erworben hatte. Weitere Einkünfte werden durch die Nutzung von Belton House als Filmkulisse und aus der Vermietung der Marmorhalle und des Wandteppichraums für Hochzeiten erzielt, wobei die Empfänge dann in den früheren Ställen stattfinden.

## Die Eigentümer von Belton House

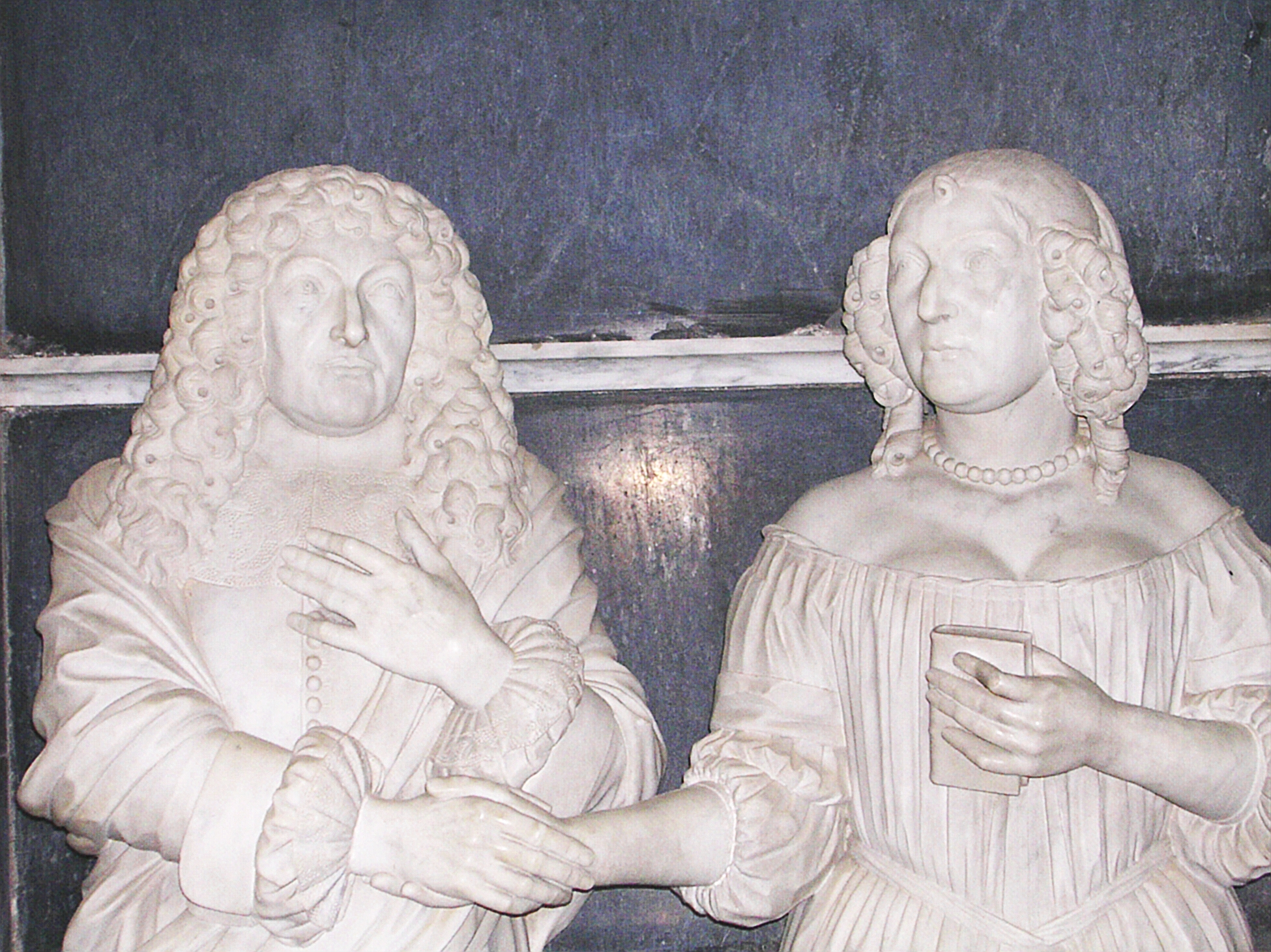
Das Grab von Sir Brownlow I. und seiner Gattin Alice Pulteney. „...marble hands clasped everlastingly in mutual consolation for their childless marriage“ (dt.: ...ihre Marmorhände umklammerten einander in Ewigkeit zum Trost ihrer kinderlosen Ehe).

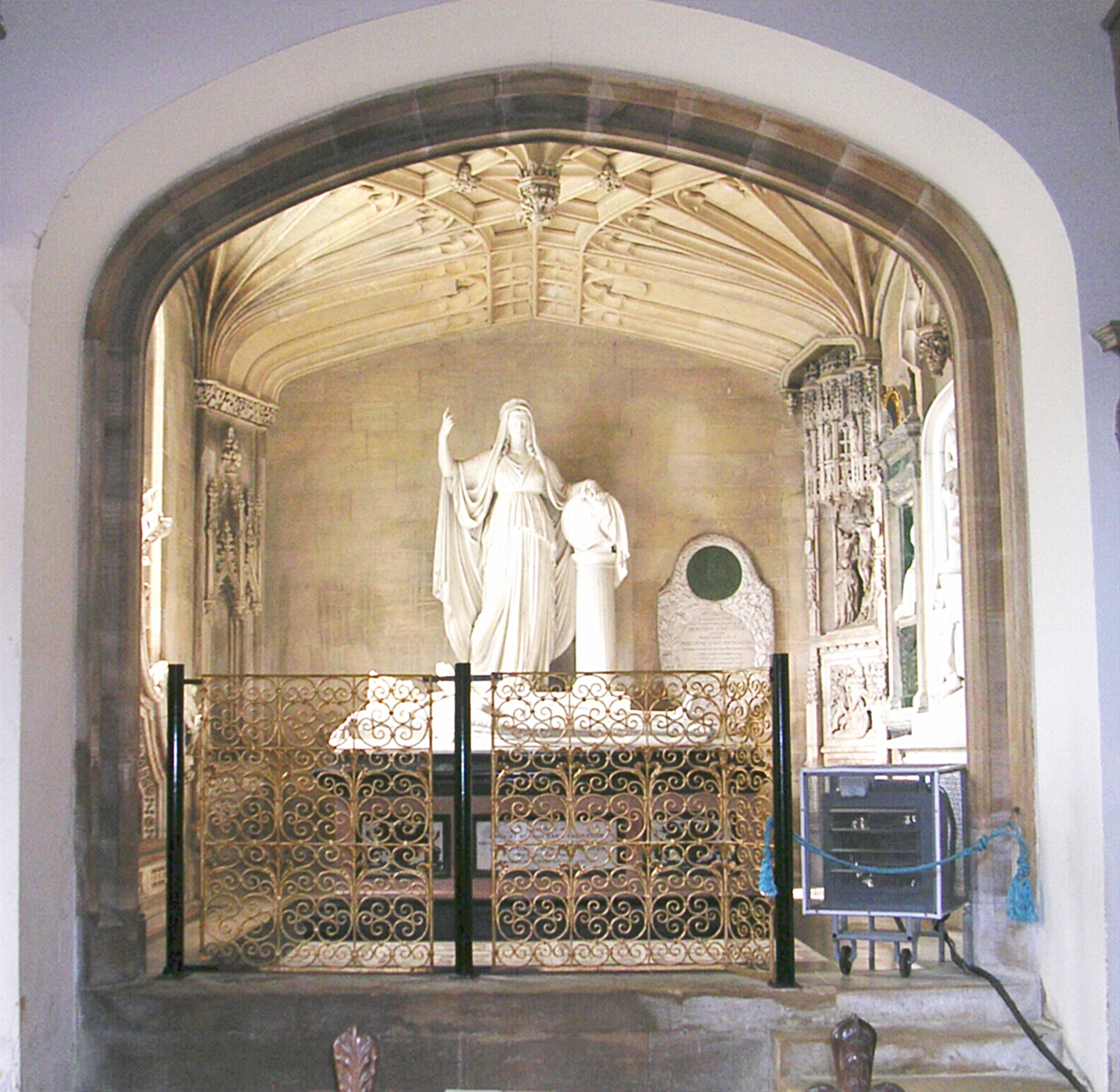
Die Grabkapelle der Eigentümer von Belton House in der Pfarrkirche anschließend an den Garten des Herrenhauses.

Bis zur Übernahme durch den National Trust befand sich Belton House im Eigentum der Familie seines Erbauers, allerdings oft durch weitläufige Vererbung, da drei Generationen der Familie keine Söhne und Erben hatten. Dies führte zu einer Vererbung zum Teil seitlich und rückwärts durch die mütterliche Linie.
Eigentümer von Belton House liegen in der Pfarrkirche des Dorfes Belton in der Nähe des Hauses begraben. Ihre Gräber gelten als einer der komplettesten Gruppen von Familiendenkmälern in England – Generation auf Generation seit fast 350 Jahren. Der zuerst hier begrabene Brownlow ist der Begründer des Familienvermögens, der Richter Richard Brownlow (1555–1638) und einer der bis heute letzten ist der 6. Baron Brownlow (1899–1978).
Die Eigentümer von Belton House waren:
- Sir John Brownlow I. (1594–1679) vererbte Belton an seinen Großneffen John Brownlow II.
- Sir John Brownlow II. (1659–1697). Erbauer von Belton House
- Sir William Brownlow (1665–1702). Bruder von Sir John Brownlow II., erlaubte seiner verwitweten Schwägerin, Belton House zu behalten.
- Sir John Brownlow III. (1690–1754). Wurde 1718 zum 1. Viscount Tyrconnel ernannt. Neffe und Schwiegersohn von Sir John Brownlow II.
- Sir John Cust, 3. Baronet (1718–1770). Speaker des House of Commons und Neffe von Viscount Tyrconnel.
- Sir Brownlow Cust, 4. Baronet (1744–1807). Wurde 1776 zum 1. Baron Brownlow ernhoben. Sohn von Sir John Cust.
- John Cust, 2. Baron Brownlow (1779–1853). Wurde 1815 zum 1. Earl Brownlow erhoben. Sohn von Sir Brownlow Cust.
- John Eggerton-Cust, 2. Earl Brownlow (1842–1867). Enkel von John, 2. Baron Brownlow.
- Adelbert, 3. (und letzter) Earl Brownlow (1844–1921). Bruder von John, 2. Earl Brownlow.
- Adelbert Salusbury Cockayne Cust, 5. Baron Brownlow (1867–1927). Vetter von Adelbert, 3. Earl Brownlow.
- Peregrine Cust, 6. Baron Brownlow (1899–1978).
- Edward Cust, 7. Baron Brownlow (geb. 1936).
- National Trust (seit 1984).[33]